# 坎布拉

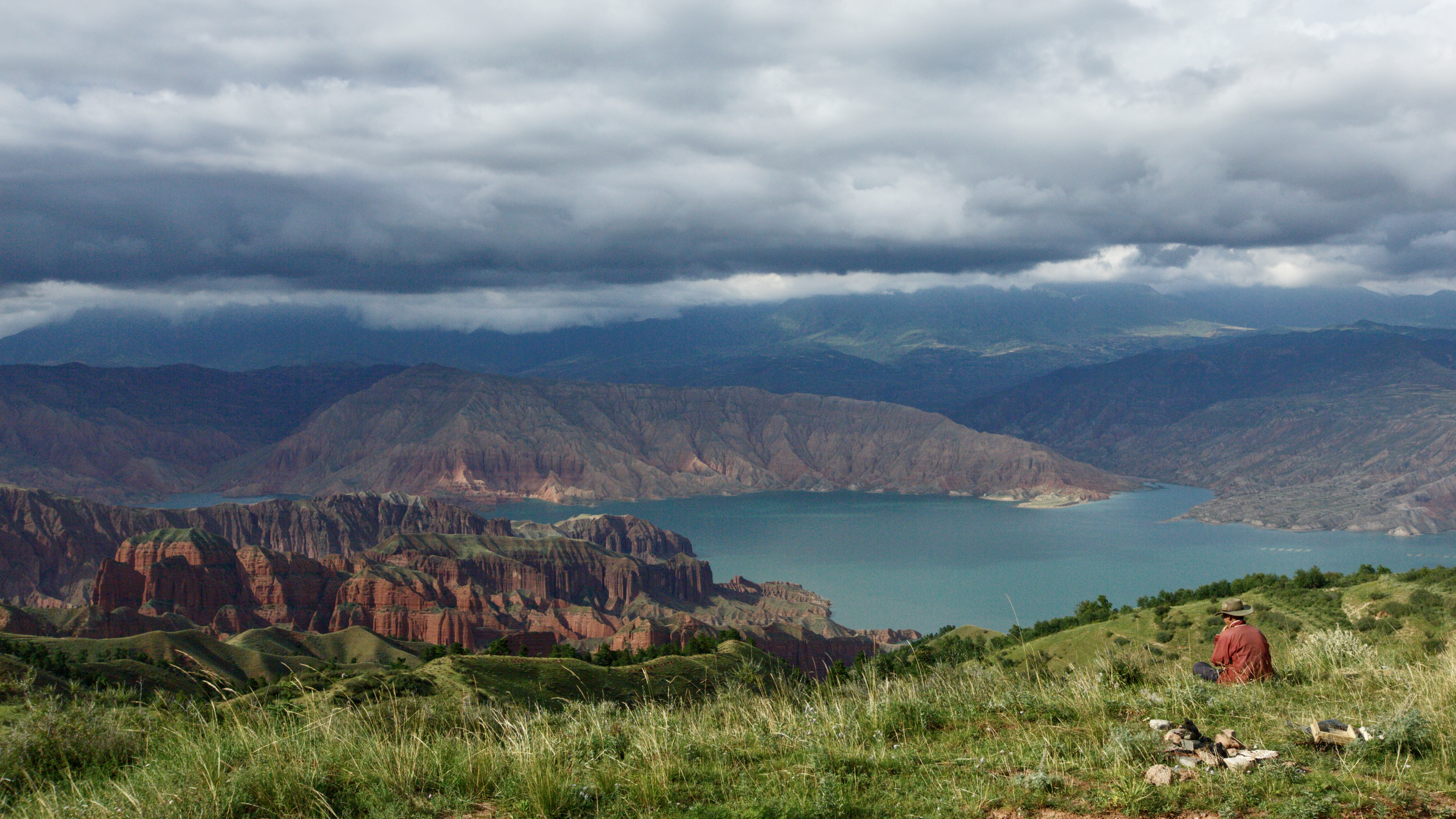
2016年，一位牧民在李家峡水库南侧的坎布拉国家森林公园山坡上。

坎布拉位于中国青海省黄南藏族自治州尖扎县西北，李家峡水库南侧。属丹霞地貌景观。
坎布拉是青海省级风景名胜区，已设立尖扎坎布拉国家地质公园、坎布拉国家森林公园，这是青海省境内第一个国家级地质公园。